# Callum Doyle
Callum Craig Doyle (ur. 3 października 2003 w Manchesterze) – angielski piłkarz, występujący na pozycji środkowego obrońcy. Młodzieżowy reprezentant Anglii.

## Sukcesy

### Anglia U19
- Mistrzostwa Europy U-19 w piłce nożnej: 2022[1]